# Fotocatàlisi

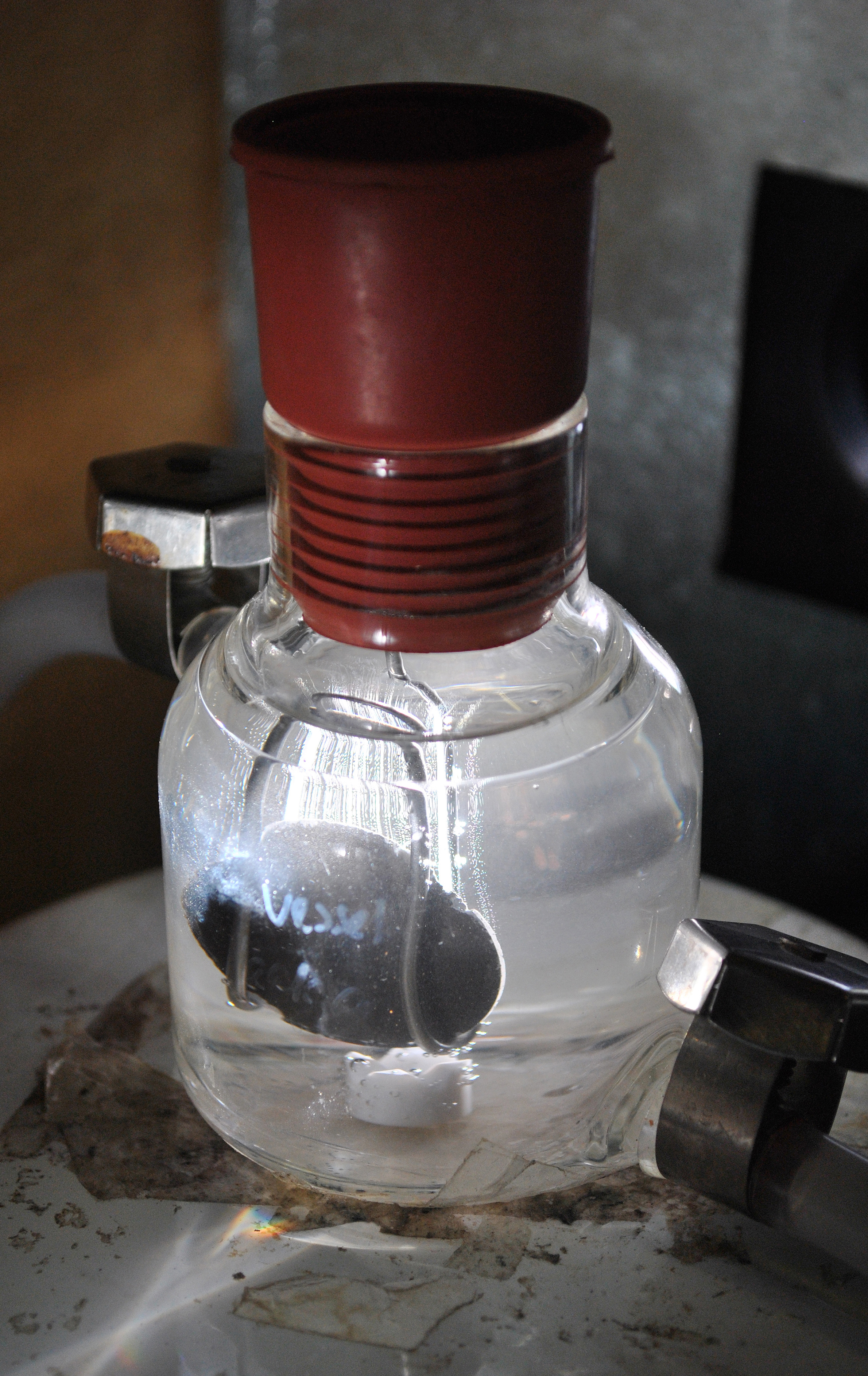
A l'experiment anterior, els fotons d'una font de llum (fora del marc a la part dreta) són absorbits per la superfície del disc de diòxid de titani, excitant electrons dins del material. Aquestes reaccionen després amb les molècules d'aigua, dividint-la en els seus components d'hidrogen i oxigen. En aquest experiment, els productes químics dissolts a l'aigua eviten la formació d'oxigen, que d'altra manera es recombinaria amb l'hidrogen.

En química, la fotocatàlisi és l'acceleració d'una fotoreacció en presència d'un catalitzador. En la fotòlisi catalitzada, la llum és absorbida per un substrat adsorbit. En la catàlisi fotogenerada, l'activitat fotocatalítica depèn de la capacitat del catalitzador de crear parells electró-forat, que generen radicals lliures (per exemple radicals hidroxil: •OH) capaços de patir reaccions secundàries. La seva aplicació pràctica va ser possible gràcies al descobriment de l'electròlisi de l'aigua mitjançant el diòxid de titani (TiO₂).
La primera menció de la fotocatàlisi es remunta al 1911, quan el químic alemany Dr. Alexander Eibner va integrar el concepte en la seva investigació sobre la il·luminació de l'òxid de zinc (ZnO) sobre el blanqueig del pigment blau fosc, el blau de Prússia. Al voltant d'aquesta època, Bruner i Kozak van publicar un article sobre el deteriorament de l'àcid oxàlic en presència de sals d'uranil sota il·luminació, mentre que el 1913, Landau va publicar un article explicant el fenomen de la fotocatàlisi. Les seves contribucions van portar al desenvolupament de mesures actinomètriques, mesures que proporcionen la base per determinar el flux de fotons en reaccions fotoquímiques. Després d'un breu període de manca d'investigació sobre la fotocatàlisi, el 1921, Baly et al. van utilitzar hidròxids fèrrics i sals d'urani col·loïdals com a catalitzadors per a la creació de formaldehid sota la llum en l'espectre visible. No obstant això, no va ser fins al 1938 que Doodeve i Kitchener van descobrir que el TiO₂, un òxid altament estable i no tòxic, en presència d'oxigen podia actuar com a fotosensibilitzant per als colorants blanquejants, ja que la llum ultraviolada absorbida pel TiO₂ va provocar la producció d'espècies d'oxigen actiu a la seva superfície, donant lloc a la taca de productes químics orgànics mitjançant fotooxidació. Això marcaria realment la primera observació de les característiques fonamentals de la fotocatàlisi heterogènia.